# 曹騰
曹腾（100年—159年），字季興，沛国谯县（今安徽省亳州市）人，东汉宦官，由于曹操的父亲曹嵩是他的养子，曹魏建立后将其追尊为魏高帝。

## 生平
汉安帝时，曹腾出任黃門從官。永寧元年（120年），鄧太后詔黃門令選中黃門從官年少溫謹者配皇太子書，騰應其選。太子特親愛騰，飲食賞賜與眾有異。太子即位为順帝，曹腾為小黃門，遷至中常侍。由於曹騰建議梁冀立劉志為帝（桓帝）有功，桓帝即位後封曹腾為费亭侯（屬沛國酇縣），迁大长秋，加位特进。
曹腾死后，养子曹嵩嗣爵，出钱一亿万而官至太尉。
曹魏建立后，曹腾的养玄孙曹叡于太和三年六月戊申日（229年8月3日）追尊他为高皇帝。曹騰也因此成为中國歷朝所有皇帝及至追尊皇帝中，唯一為宦官者。（《三國志·魏明帝紀》）

## 事迹
曹腾在宫中三十餘年，歷事四帝，没有过失，而且经常推荐賢能，終無所毀傷。他所荐之人，如陳留的虞放、邊韶、南陽的延固、張溫、弘農的張奐、潁川的堂谿典等，都是海内名人。有一次蜀郡太守因計吏修敬於騰，益州刺史種暠於函谷關搜得其书信，上太守，並报奏曹騰內臣外交，行为不当，請免官治罪。皇帝认为‘箋自外來，騰書不出，非其罪也’，于是搁置了种暠的罢官奏议。曹騰却不以介意，常称种暠为能吏，认为他有事上之節，当时人都赞叹。种暠後升任司徒，对人说：‘今日為公，乃曹常侍力也。’曹騰之行事，皆此類也。

## 陵墓
曹腾墓是今安徽省亳州市的曹氏宗族墓群中的墓葬之一，1973年清理發掘。曹氏宗族墓群现在为全国重点文物保护单位。

## 家庭

### 父母
- 父曹萌。

### 妻
- 吳氏，追諡高皇后。[3]

### 兄弟
- 长兄曹伯兴；
- 二兄曹仲兴；
- 三兄曹叔兴，後裔曹冏[4]；
- 弟曹鼎。

### 子女
- 养子曹嵩，字巨高，生曹操。

## 评价
- 陈琳：“司空曹操祖父腾，故中常侍，与左悺、徐璜并作妖孽，饕餮放横，伤化虐人。”（《后汉书·卷七十四·袁绍刘表传》）
- 范晔：“腾用事省闼三十余年，奉事四帝，未尝有过。”；“其后孙程定立顺之功，曹腾参建桓之策，续以五侯合谋，梁冀受钺，迹因公正，恩固主心，故中外服从，上下屏气。”；“自曹腾说梁冀，竟立昏弱，魏武因之，遂迁龟鼎。”（《后汉书·卷七十八·宦者列传第六十八》）
- 司马彪：“好进达贤能，终无所毁伤。”（《后汉书·卷七十四·袁绍刘表传》）

## 藝術形象

### 動漫作品
- 《蒼天航路》（王欣太）:於劇情初期登場，不懼於張讓言論、作風與十常侍相反，死後連反對宦官的清流派亦為其上香。

### 影视形象
- 2014年电视剧《曹操》：贾兆冀饰演曹腾。

## 延伸阅读
[在维基数据编辑]
 《後漢書·卷78》，出自范晔《後漢書》